# Йоганнес Людвіг
Йоганнес Людвіг (нім. Johannes Ludwig) — німецький саночник, триразовий олімпійський чемпіон, олімпійський медаліст, чемпіон світу та призер чемпіонатів світу, призер чемпіонатів Європи.  
Виступає в санному спорті на професійному рівні з 2007 року. Є дебютантом національної команди, як учасник зимових Олімпійських ігор. Також набуває перемог та титулів на світових форумах саночників, а в 2008 році в Обергофі завоював бронзову медаль (це найбільший міжнародний успіх німецького ґринджоліста).
Бронзову олімпійську медаль Людвіг здобув на одиночних санях на Олімпіаді 2018 року в Пхьончхані.

## Олімпійські ігри
| Рік  | Місто                     | Одиночні сани | Змішана естафета |
| ---- | ------------------------- | ------------- | ---------------- |
| 2018 | Пхьончхан, Південна Корея | 3             | 1                |
| 2022 | Пекін, Китай              | 1             | 1                |